# 星光夜市
星光夜市（英語：Yanping North Road Tourist Night Market）位於中華民國新北市三重區洪疏十六路，因地得名，是當地著名的觀光夜市之一，至重新橋正下方為止，俗稱星光夜市。
斥資3千多萬打造，佔地近4600坪，有民眾擔心夜市旁的矮牆阻擋逃生出入。
目前已永久停業。

## 捷運而起色
星光夜市是三重第二個夜市，人潮眾多；台北捷運三重站讓此夜市增加不少人潮，為促進夜市的繁榮。